# Gruszczyce
Gruszczyce [pronunciación en polaco: /ɡruʂˈt͡ʂɨt͡sɛ/] es un pueblo ubicado en el distrito administrativo de Gmina Błaszki, dentro del Distrito de Sieradz, Voivodato de Łódź, en Polonia central. Se encuentra aproximadamente a 7 kilómetros al sureste de Błaszki, a 20 kilómetros al oeste de Sieradz, y a 72 kilómetros al oeste de la capital regional Łódź.
El pueblo tiene una población de 462 habitantes.